# Tangkil (Sragen)
Tangkil is een bestuurslaag in het regentschap Sragen van de provincie Midden-Java, Indonesië. Tangkil telt 4922 inwoners (volkstelling 2010).